# マックス・シュリヒティング
マックス・シュリヒティング（Max Schlichting、1866年6月16日 - 1937年6月23日）は、ドイツの印象派のスタイルの画家、イラストレーターである。フランスやオランダ、ベルギー、イタリアの風景画、特にパリなどの人気のある街の風景を主題に描いた。

## 略歴
現在のポーランドのジャガンに生まれた。父親のユリウス・シュリヒティングは工学者で、ベルリンのシャルロッテンブルク王立工科大学（後のベルリン工科大学）で教授になる人物である。1885年から1892年の間、プロイセン美術アカデミーでフランツ・スカルビナやヴォルデマール・フリードリヒ、オイゲン・ブラヒトらに学び、その後、パリに移り、私立美術学校のアカデミー・ジュリアンでも学んだ。
美術団体のベルリン芸術家協会（Verein Berliner Künstler）の会員になり1899年にベルリン分離派の会員なったが、1901年には16人ほどのメンバーとともに分離派の運営方法に異議を唱えて脱退した。それでも、1902年にはオイゲン・ブラヒトやフランツ・スカルビナといった有力な画家とともに、ベルリンを代表して、ミュンヘンのガラス宮殿の展覧会に出展し、その頃、出版社のEdler & Krischeが開いたポスター・コンクールでも優勝した。
1904年には、セントルイス万国博覧会に参加し、大ベルリン美術展ではシュリヒティングの特別展示が行われ、1911年には金メダルが授与された。
1919年から1921年まで彼はベルリン芸術家協会の会長を務め、その後名誉会長の称号を得た 。イタリアで描いた作品の展覧会が1925年に開かれ、1929年に出版された協会の記念誌「Hundert Jahre Berliner Kunst im Schaffen des Vereins Berliner Künstler （ベルリン芸術家協会の作品に見るベルリン芸術の100年）」の序文を書いた。
パリなどの街や観光地の風景など、一般の人々に人気のある題材の作品を描いて人気を得た。
オーバーバイエルンのバート・テルツ(Bad Tölz)で没した。

## 作品

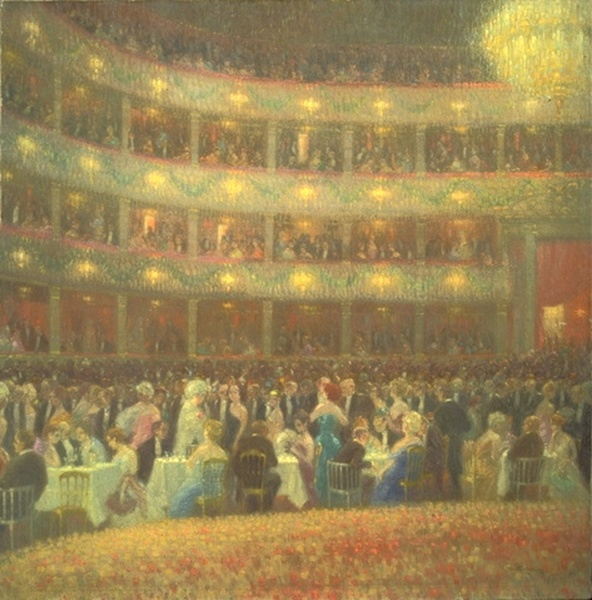
ベルリンのオーパンバル(1925)
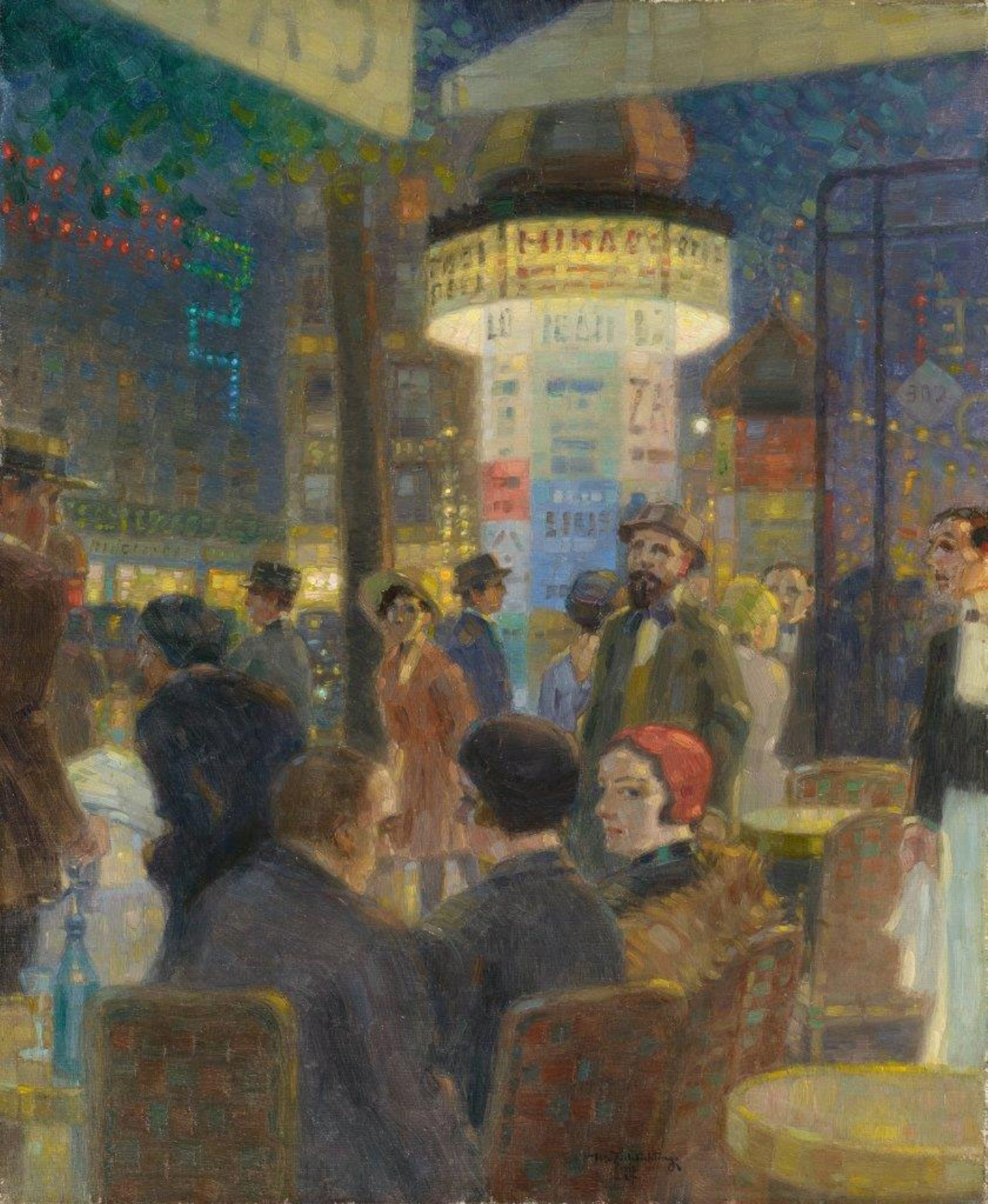
パリの通りとカフェ(1927)
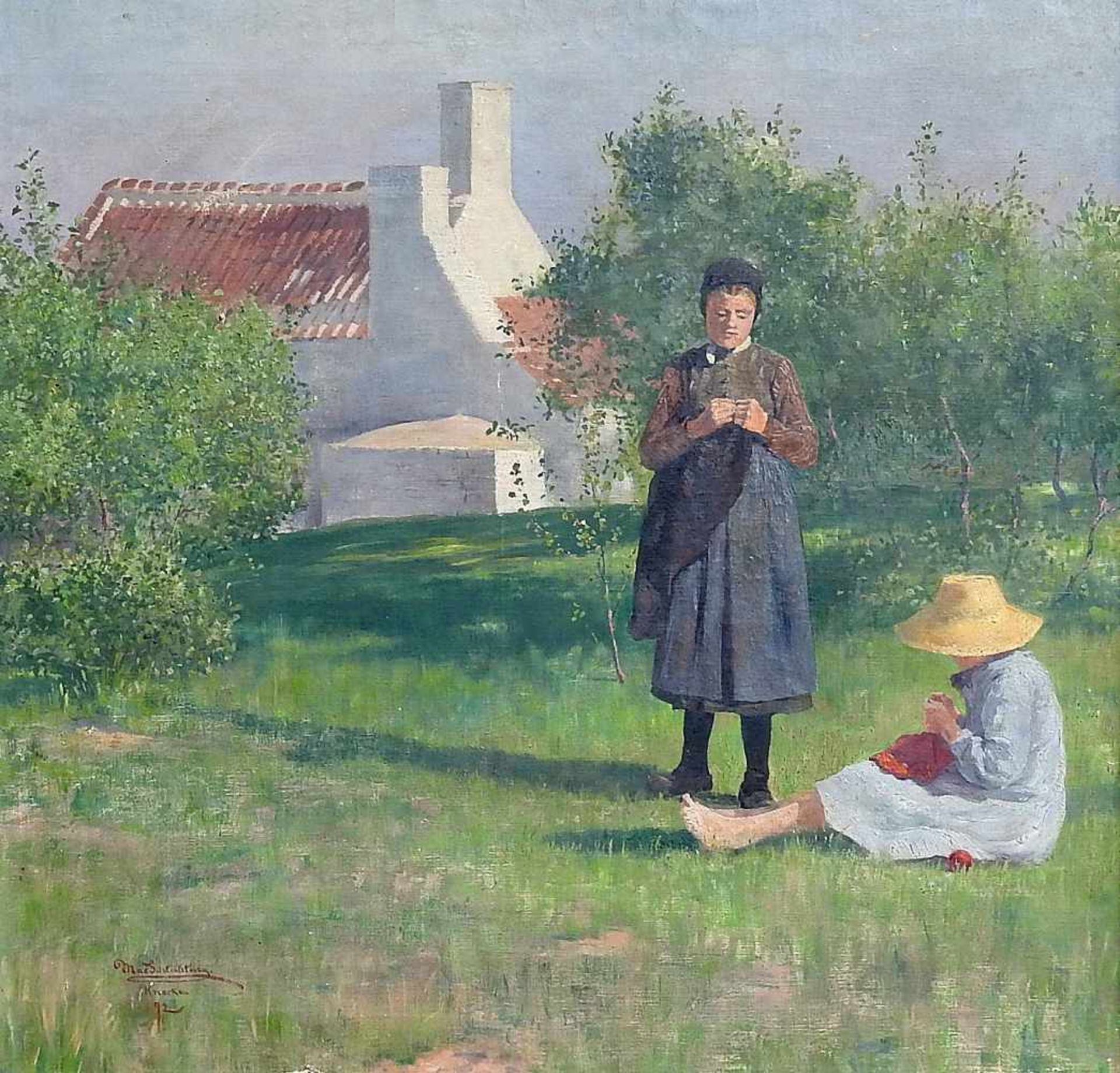
編み物をするベルギーの少女 (1892)
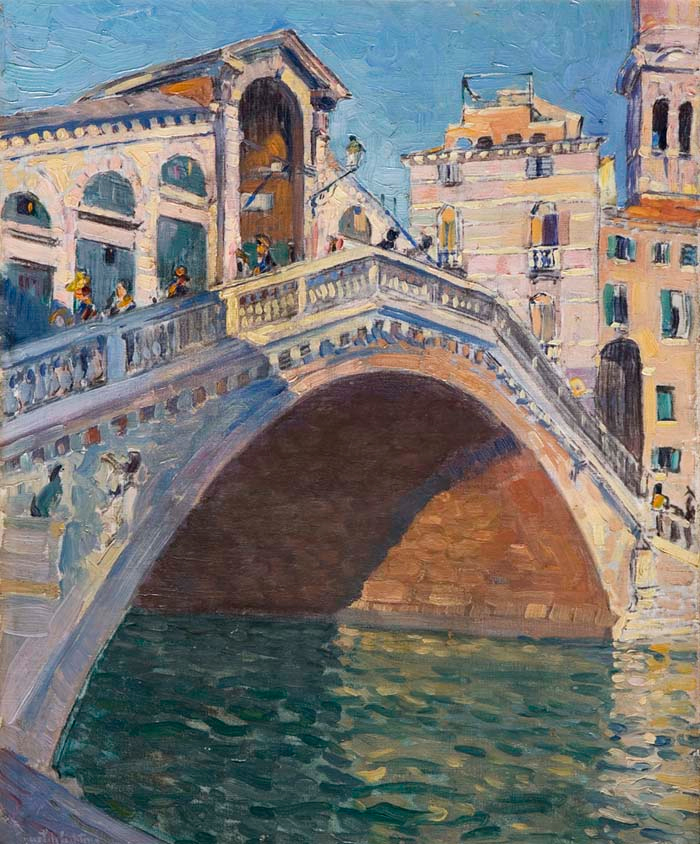
ヴェネツィアのリアルト橋(1902)

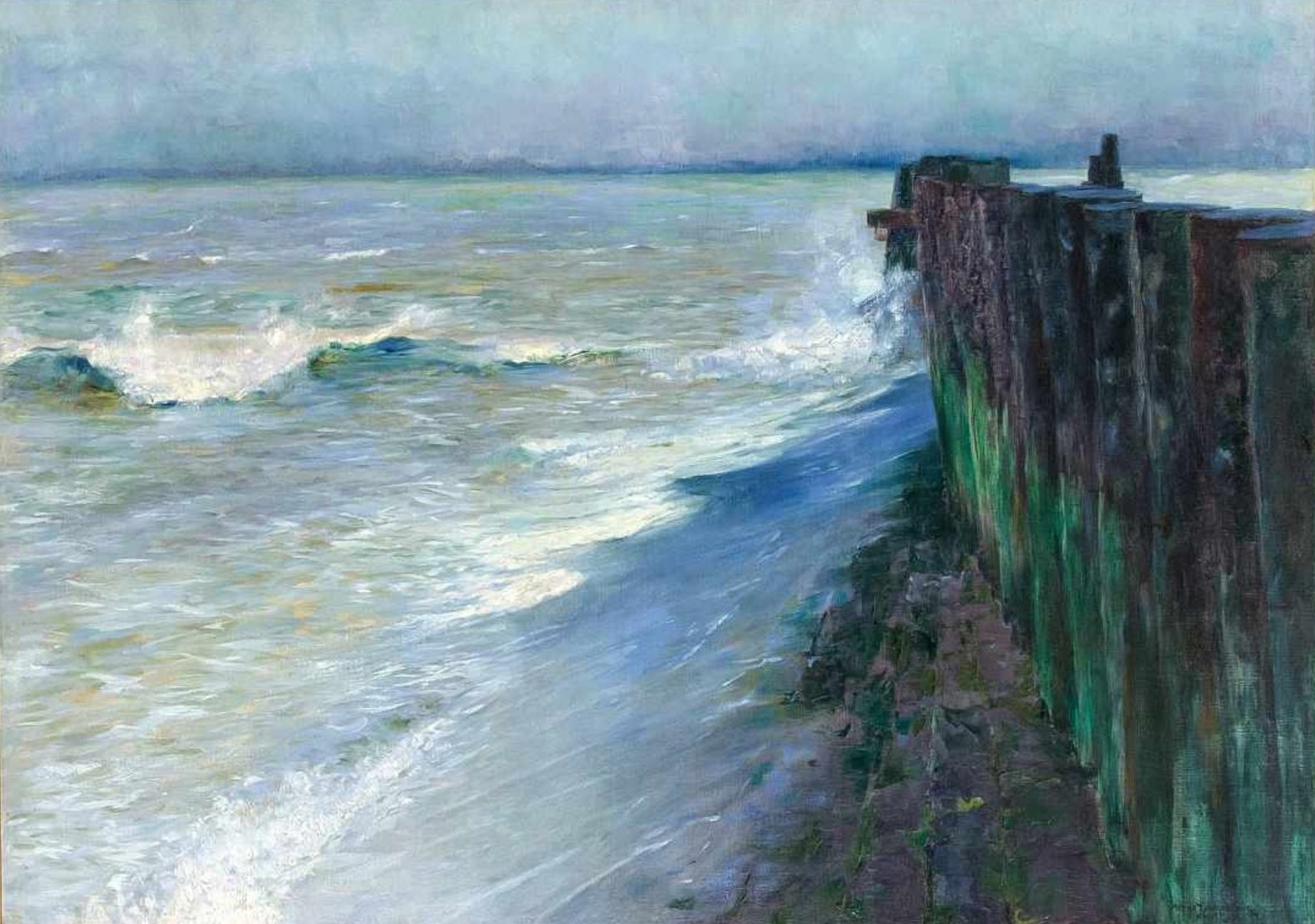
ベルギーの海岸の風景画(1885)
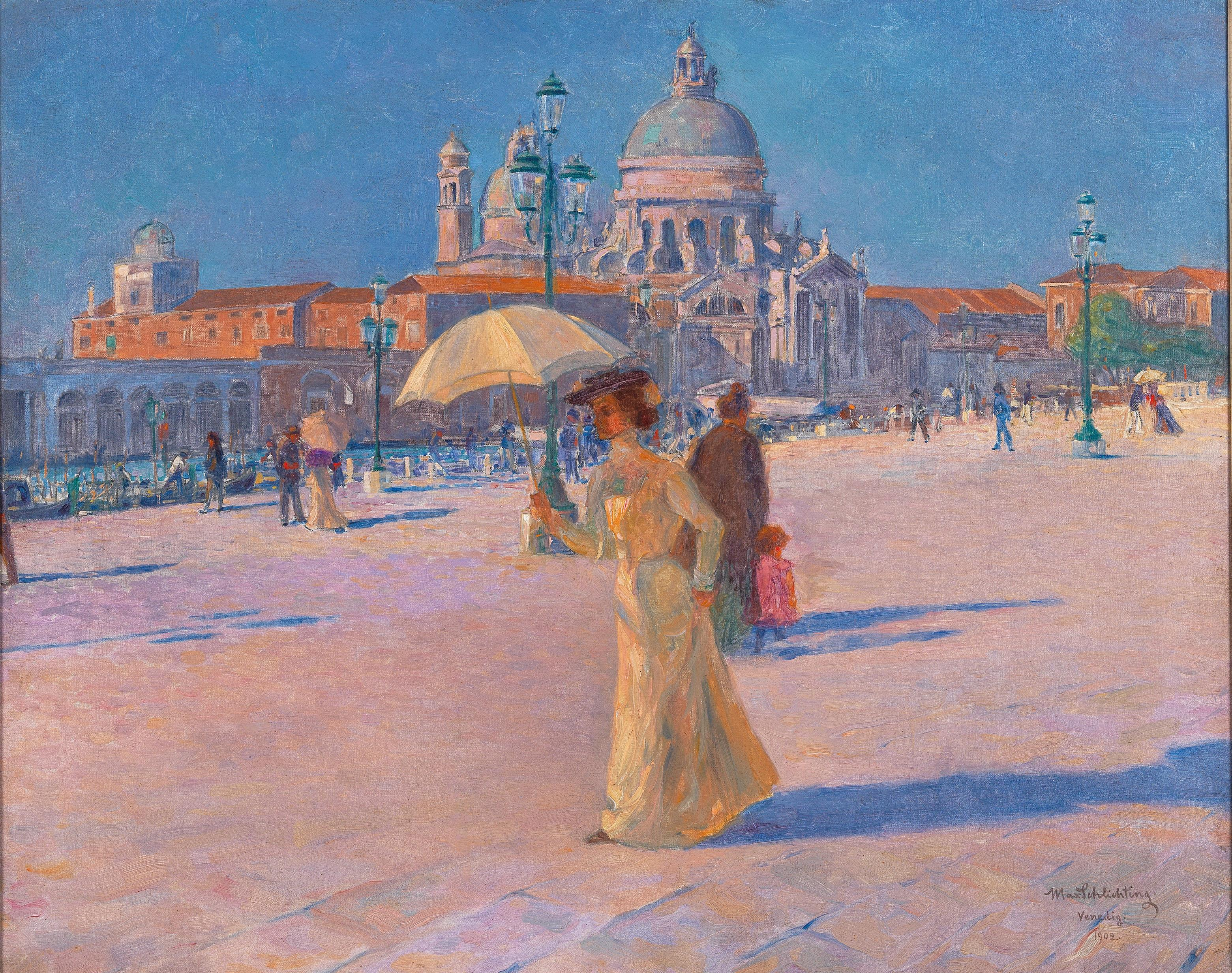
ヴェネツィアの風景
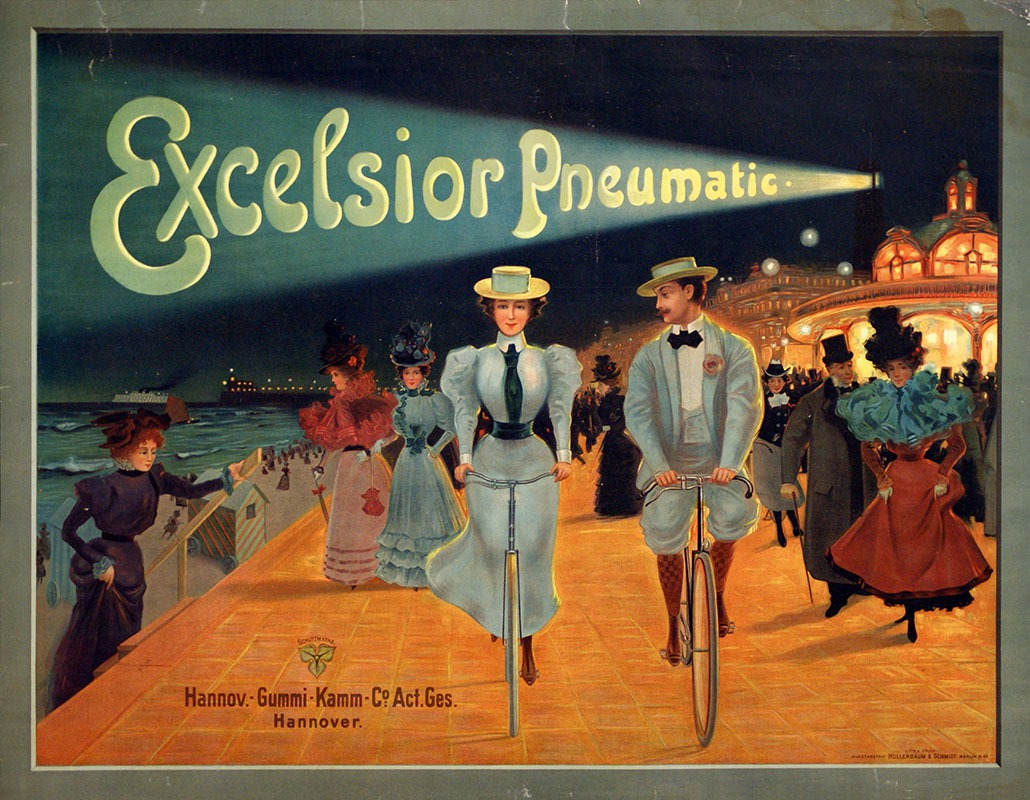
タイヤ会社のポスター(c.1900)